# Lijst van Hongaarse Nobelprijswinnaars
Dit is een lijst van Nobelprijswinnaars en winnaars van de Prijs van de Zweedse Rijksbank voor economie uit Hongarije of van Hongaarse afkomst.
| Jaar | Naam                        | Discipline            | Opmerkingen                                                                   |
| ---- | --------------------------- | --------------------- | ----------------------------------------------------------------------------- |
| 1905 | Philipp Eduard Anton Lenard | Natuurkunde           |                                                                               |
| 1914 | Robert Bárány               | Geneeskunde           | Nobelprijswinnaar uit Oostenrijk van Hongaarse afkomst                        |
| 1925 | Richard Zsigmondy           | Scheikunde            | Nobelprijswinnaar uit Oostenrijk van Hongaarse afkomst                        |
| 1937 | Albert Szent-Györgyi        | Geneeskunde           |                                                                               |
| 1943 | György Hevesy               | Scheikunde            |                                                                               |
| 1961 | Georg von Békésy            | Geneeskunde           |                                                                               |
| 1963 | Eugene Wigner               | Natuurkunde (gedeeld) |                                                                               |
| 1971 | Dennis Gabor                | Natuurkunde           |                                                                               |
| 1976 | Daniel Carleton Gajdusek    | Geneeskunde (gedeeld) | Nobelprijswinnaar uit de VS van Hongaarse-Slowaakse afkomst                   |
| 1976 | Milton Friedman             | Economie              | Nobelprijswinnaar uit de VS van Hongaarse afkomst                             |
| 1986 | Elie Wiesel                 | Vrede                 | Nobelprijswinnaar uit de VS van Hongaarse joodse afkomst, in Roemenië geboren |
| 1986 | John Polanyi                | Scheikunde (gedeeld)  | Nobelprijswinnaar uit Canada van Hongaarse afkomst, in Duitsland geboren      |
| 1994 | John Harsanyi               | Economie (gedeeld)    |                                                                               |
| 1994 | George Andrew Olah          | Scheikunde            |                                                                               |
| 2002 | Imre Kertész                | Literatuur            |                                                                               |
| 2004 | Herskó Ferenc               | Scheikunde (gedeeld)  |                                                                               |
| 2023 | Katalin Karikó              | Geneeskunde (gedeeld) |                                                                               |